# Stand by For... (musikalbum)
Stand by For... är den svenske artisten Måns Zelmerlöws första album och utkom 2007. Albumet gick direkt in på hitlistans förstaplats. Albumet har innehöll fyra topp 50-singlar som 'Cara Mia', Zelmerlöws bidrag till Melodifestivalen 2007. Albumet har sålt guld med över 48 000 sålda exemplar.

## Lista
1. "Miss America" (text och musik: Fredrik Kempe)
2. "The Prayer" (text och musik: Peter Bladh)
3. "Paradise" (text: Måns Petter Zelmerlöw, musik: Måns Petter Zelmerlöw, Anders Bagge, Peter Sjöström)
4. "Lively up Your Monday" (text och musik: Per Hed, Magnus McKenzie, Mats Ymell)
5. "Stand by" (text: Måns Petter Zelmerlöw, musik: Måns Petter Zelmerlöw, Robin Mortensen Lynch, Niklas Olovson)
6. "Please Me" (text: Måns Petter Zelmerlöw, musik: Måns Petter Zelmerlöw, Niklas Edberger, Henrik Wikström)
7. "Cara Mia" (text och musik: Fredrik Kempe, Henrik Wikström)
8. "Agent Zero" (text: Måns Petter Zelmerlöw, musik: Robin Mortensen Lynch, Niklas Olovson)
9. "Brother oh Brother" (text och musik: Fredrik Kempe, Henrik Wikström)
10. "Maniac (Originalet ifrån Flashdance)" (text och musik: Michael Sembello)
11. "Dreaming" (text: Måns Petter Zelmerlöw, Fredrik Kempe, musik: Fredrik Kempe, Henrik Wikström)
12. "Work of Art (Da Vinci)" (text: Måns Petter Zelmerlöw, musik: Måns Petter Zelmerlöw, Niklas Edberger, Henrik Wikström)
13. "My Mistake" (text: Måns Petter Zelmerlöw, Fredrik Kempe, musik: Fredrik Kempe)

## Listplacering
| Lista (2007-2008) | Topplacering |
| ----------------- | ------------ |
| Sverige           | 1            |

## Mottagande
- Aftonbladet [3]
- Expressen [4]

### Fotnoter
1. ↑  ”Hitlistan v 22 2007”. Hitlistan.se. Arkiverad från originalet den 28 september 2007. https://web.archive.org/web/20070928011223/http://www.hitlistan.se/netdata/ghl002.mbr/lista?liid=54&dfom=20070022&newi=0&height=466&platform=Win32&browser=Firefox&navi=no&subframe=Mainframe.
2. ↑  ”Listplacering”. Hitparad.se. http://hitparad.se/showitem.asp?interpret=M%E5ns+Zelmerl%F6w&titel=Stand+By+For%2E%2E%2E&cat=a.
3. ↑  ”Aftonbladet: Aftonbladet recensioner: CD”. Aftonbladet.se. 23 maj 2007. http://www.aftonbladet.se/puls/cd/recension/0,1338,2000053573,00.html. Läst 29 mars 2011.
4. ↑  ”Måns Zelmerlöw - Stand by for...”. Expressen.se. Arkiverad från originalet den 5 december 2008. https://web.archive.org/web/20081205131627/http://www.expressen.se/noje/recensioner/skivor/1.691675. Läst 29 mars 2011.